# Liste des zones principales du pays de Galles
| 1 : Isle of Anglesey / Sir Ynys Fôn 2 : Gwynedd 3 : Conwy 4 : Denbighshire / Sir Ddinbych 5 : Flintshire / Sir y Fflint 6 : Wrexham / Wrecsam 7 : Ceredigion / Sir Ceredigion 8 : Powys 9 : Pembrokeshire / Sir Benfro 10 : Carmarthenshire / Sir Gaerfyrddin 11 : Swansea / Abertawe 12 : Neath Port Talbot / Castell-nedd Port Talbot | 13 : Bridgend / Pen-y-bont ar Ogwr 14 : Rhondda Cynon Taf 15 : Merthyr Tydfil / Merthyr Tudful 16 : Caerphilly / Caerffili 17 : Blaenau Gwent 18 : Torfaen 19 : Monmouthshire / Sir Fynwy 20 : The Vale of Glamorgan / Bro Morgannwg 21 : Cardiff / Caerdydd 22 : Newport / Casnewydd |

Les zones principales depuis 1996.

Depuis le 1er avril 1996, le pays de Galles se structure autour de 22 zones principales dotées de la qualité de boroughs de comté ou de comtés d’inégales importances à la fois spatiale, en termes d’habitants et de densité, que la liste s’attache à présenter ci-après.

## Histoire
La notion de zone principale (principal area en anglais et prif ardal en gallois) est un concept créé par le Local Government (Wales) Act 1994. Selon cette loi, il existe deux types de zones principales : 
- le borough de comté (county borough en anglais et bwrdeistref sirol), forme attribuée à 11 territoires ;
- et le comté (county en anglais et sir en gallois), forme attribuée aux 11 autres territoires.

Un conseil principal peut faire appliquer le statut de cité à sa zone principale. Aussi, un conseil de comté peut demander que sa zone principale devienne un borough de comté.

## Listes

### Principales caractéristiques
Le tableau des principales caractéristiques des zones principales donne pour chacune d’elles :
1. la ou les dénominations officielles de la zone principale[β],[γ] ;
2. sa forme légale[β] ;
3. son statut cérémoniel et la date de son octroi par la Couronne ;
4. l’appellation donnée au conseil principal, assemblée délibérante de la zone principale ;
5. le titre accordé au président du conseil principal ;
6. sa population (number of usual residents in households and communal establishments, c’est-à-dire, le « nombre des résidents habituels dans les ménages et établissements collectifs »), exprimée en nombre d’habitants, d’après le recensement de 2021 de l’Office for National Statistics[δ] ;
7. l’évolution de celle-ci, exprimée en pourcentage, vis-à-vis des données du recensement de 2011 (usual resident population, la « population résidentielle habituelle »)[ε] ;
8. sa superficie, exprimée en nombre de kilomètres carrés, d’après le recensement de 2011 de l’Office for National Statistics[ε] ;
9. sa densité de population (usual residents per square kilometre, c’est-à-dire, les « résidents habituels par kilomètre carré »), exprimée en nombre d’habitants par kilomètre carré et arrondie à un nombre entier, d’après le recensement de 2021 de l’Office for National Statistics[ζ] ;
10. l’évolution de celle-ci, exprimée en nombre d’habitants au kilomètre carré, vis-à-vis des données du recensement de 2011[ε].

| Nom                   | Nom                      | Type             | Statut      | Titres                               | Titres           | Population       | Population            | Superficie (2011) | Densité de population | Densité de population |
| Anglais               | Gallois                  | Type             | Statut      | Appellation d’assemblée              | Présidentiel     | Habitants (2021) | Évolution (2011-2021) | Superficie (2011) | Hab./km2 (2021)       | Évolution (2011-2021) |
| --------------------- | ------------------------ | ---------------- | ----------- | ------------------------------------ | ---------------- | ---------------- | --------------------- | ----------------- | --------------------- | --------------------- |
| Blaenau Gwent         | Blaenau Gwent            | Borough de comté |             | Conseil de borough de comté          | Membre présidant | 66 904           | ▼ −4,17 %             | 108,76            | 615                   | 27                    |
| Bridgend              | Pen-y-bont ar Ogwr       | Borough de comté |             | Conseil de borough de comté          | Maire            | 145 488          | ▲ +4,53 %             | 250,75            | 580                   | 25                    |
| Caerphilly            | Caerffili                | Borough de comté |             | Conseil de borough de comté          | Maire            | 175 952          | ▼ −1,6 %              | 277,45            | 634                   | 10                    |
| Cardiff               | Caerdydd                 | Comté            | Cité (1996) | Titre particulier (conseil de comté) | Lord-maire       | 362 308          | ▲ +4,69 %             | 140,38            | 2 571                 | 106                   |
| Carmarthenshire       | Sir Gaerfyrddin          | Comté            |             | Conseil de comté                     | Président        | 187 897          | ▲ +2,24 %             | 2 370,35          | 79                    | 1                     |
| Ceredigion            | Sir Ceredigion           | Comté            |             | Conseil de comté                     | Président        | 71 475           | ▼ −5,86 %             | 1 785,45          | 40                    | 2                     |
| Conwy                 | Conwy                    | Borough de comté |             | Conseil de borough de comté          | Président        | 114 741          | ▼ −0,42 %             | 1 125,83          | 102                   | 0                     |
| Denbighshire          | Sir Ddinbych             | Comté            |             | Conseil de comté                     | Président        | 95 817           | ▼ −1,96 %             | 836,74            | 115                   | 2                     |
| Flintshire            | Sir y Fflint             | Comté            |             | Conseil de comté                     | Président        | 154 962          | ▲ +1,61 %             | 437,54            | 352                   | 3                     |
| Gwynedd               | Gwynedd                  | Comté            |             | Conseil                              | Président        | 117 393          | ▼ −3,68 %             | 2 534,94          | 46                    | 2                     |
| Isle of Anglesey      | Sir Ynys Fôn             | Comté            |             | Conseil de comté                     | Président        | 68 878           | ▼ −1,25 %             | 711,24            | 97                    | 1                     |
| Merthyr Tydfil        | Merthyr Tudful           | Borough de comté |             | Conseil de borough de comté          | Maire            | 58 836           | ▲ +0,06 %             | 111,39            | 528                   | 0                     |
| Monmouthshire         | Sir Fynwy                | Comté            |             | Conseil de comté                     | Président        | 92 957           | ▲ +1,79 %             | 849,15            | 110                   | 2                     |
| Neath Port Talbot     | Castell-nedd Port Talbot | Borough de comté |             | Conseil de borough de comté          | Maire            | 142 289          | ▲ +1,77 %             | 441,26            | 323                   | 6                     |
| Newport               | Casnewydd                | Borough de comté | Cité (2002) | Titre particulier (conseil de cité)  | Maire            | 159 592          | ▲ +9,51 %             | 190,52            | 838                   | 73                    |
| Pembrokeshire         | Sir Benfro               | Comté            |             | Conseil de comté                     | Membre présidant | 123 360          | ▲ +0,75 %             | 1 618,74          | 76                    | 0                     |
| Powys                 | Powys                    | Comté            |             | Conseil de comté                     | Président        | 133 169          | ▲ +0,15 %             | 5 180,37          | 26                    | 0                     |
| Rhondda Cynon Taf     | Rhondda Cynon Taf        | Borough de comté |             | Conseil de borough de comté          | Maire            | 237 651          | ▲ +1,38 %             | 424,13            | 560                   | 7                     |
| Swansea               | Abertawe                 | Comté            | Cité (1996) | Titre particulier (conseil)          | Lord-maire       | 238 490          | ▼ −0,22 %             | 379,74            | 628                   | 1                     |
| Torfaen               | Tor-faen                 | Borough de comté |             | Conseil de borough de comté          | Membre présidant | 92 276           | ▲ +1,32 %             | 125,64            | 734                   | 9                     |
| The Vale of Glamorgan | Bro Morgannwg            | Borough de comté |             | Conseil                              | Maire            | 131 939          | ▲ +4,43 %             | 330,95            | 398                   | 16                    |
| Wrexham               | Wrecsam                  | Borough de comté | Cité (2022) | Conseil de borough de comté          | Maire            | 135 117          | ▲ +0,2 %              | 503,77            | 268                   | 0                     |
|                       |                          |                  |             |                                      |                  |                  |                       |                   |                       |                       |
| 3 107 494             | ▲ +1,44 %                | 20 735,11        | 150         | 2                                    |                  |                  |                       |                   |                       |                       |

Représentation cartographique des principales caractéristiques
Forme légale de la zone principale (1996) - Borough de comté (11 entités) - Comté (11 entités)
Statut accordé à la zone principale (2022) - Cité (4 entités) - Aucun (18 entités)
Appellation du conseil de la zone principale (2002) - Conseil (2 entités)
Titre du président du conseil de la zone principale (2022) Lord-maire (2 entités) Maire (8 entités) Membre présidant (3 entités) Président (9 entités)
Nombre d’habitants par zone principale (recensement de 2021) Inférieur à 75 000 (4 entités) De 75 000 à 150 000 (11 entités) De 150 000 à 225 000 (4 entités) De 225 000 à 300 000 (deux entités) Supérieur à 300 000 (une entité)
Superficie par zone principale (recensement de 2011) Inférieure à 250 km^{2} (5 entités) De 250 à 500 km^{2} (7 entités) De 500 à 1 000 km^{2} (4 entités) De 1 000 à 2 000 km^{2} (3 entités) Supérieure à 2 000 km^{2} (3 entités)
Densité de population par zone principale (recensement de 2011) Inférieure à 50 hab./km^{2} (3 entités) De 50 à 100 hab./km^{2} (3 entités) De 100 à 250 hab./km^{2} (3 entités) De 250 à 500 hab./km^{2} (4 entités) De 500 à 1 000 hab./km^{2} (8 entités) Supérieure à 1 000 hab./km^{2} (une entité)
  - Conseil de comté (8 entités)
  - Conseil de borough de comté (9 entités)
  - Titre particulier (3 entités)
- Titre du président du conseil de la zone principale (2022) 
   - Lord-maire (2 entités)
  - Maire (8 entités)
  - Membre présidant (3 entités)
  - Président (9 entités)
- Nombre d’habitants par zone principale (recensement de 2021)   - Inférieur à 75 000 (4 entités)
  - De 75 000 à 150 000 (11 entités)
  - De 150 000 à 225 000 (4 entités)
  - De 225 000 à 300 000 (deux entités)
  - Supérieur à 300 000 (une entité)
- Superficie par zone principale (recensement de 2011)   - Inférieure à 250 km2 (5 entités)
  - De 250 à 500 km2 (7 entités)
  - De 500 à 1 000 km2 (4 entités)
  - De 1 000 à 2 000 km2 (3 entités)
  - Supérieure à 2 000 km2 (3 entités)
- Densité de population par zone principale (recensement de 2011)   - Inférieure à 50 hab./km2 (3 entités)
  - De 50 à 100 hab./km2 (3 entités)
  - De 100 à 250 hab./km2 (3 entités)
  - De 250 à 500 hab./km2 (4 entités)
  - De 500 à 1 000 hab./km2 (8 entités)
  - Supérieure à 1 000 hab./km2 (une entité)

Représentation cartographique d’évolutions entre le recensement de 2011 et celui de 2021
Évolution du nombre d’habitants par zone principale entre les recensements de 2011 et 2021   - Baisse inférieure à -1 % (6 entités) - Stagnation : baisse supérieure à -1 % et hausse inférieure à +1 % (6 entités) - Hausse supérieure à +1 % (10 entités)
Évolution de la densité de population par zone principale entre les recensements de 2011 et 2021   - Baisse inférieure à 10 hab./km2 (2 entités)
  - Baisse supérieure à 10 hab./km2 (5 entités)
  - Stagnation (5 entités)
  - Hausse inférieure à 10 hab./km2 (6 entités)
  - Hausse supérieure à 10 hab./km2 (4 entités)

### Compétences en langue galloise
Le tableau des compétences en langue galloise dans les zones principales donne pour chacune d’elles :
1. la ou les dénominations officielles de la zone principale[β],[γ] ;
2. sa population âgée de plus de 3 ans (all usual residents aged 3 years and over, c’est-à-dire, « tous les résidents habituels âgés de 3 ans et plus »), exprimée en nombre d’habitants, d’après le recensement de 2021 de l’Office for National Statistics[ξ] ;
3. parmi les habitants de plus de 3 ans, la population « pouvant seulement comprendre le gallois parlé » (can understand spoken Welsh only) :
  1. la valeur numérique[ξ],
  2. la part de celle-ci dans l’ensemble[ξ],
  3. l’évolution de cette dernière, exprimée en points de pourcentage, entre les recensements de 2011 et 2021[ξ],[ο] ;
4. parmi les habitants de plus de 3 ans, la population « pouvant parler, lire et écrire le gallois » (can speak, read and write Welsh) :
  1. la valeur numérique[ξ],
  2. la part de celle-ci dans l’ensemble[ξ],
  3. l’évolution de cette dernière, exprimée en points de pourcentage, entre les recensements de 2011 et 2021[ξ],[ο] ;
5. parmi les habitants de plus de 3 ans, la population « pouvant parler gallois mais ne pouvant ni le lire ni l’écrire » (can speak but cannot read or write Welsh) :
  1. la valeur numérique[ξ],
  2. la part de celle-ci dans l’ensemble[ξ],
  3. l’évolution de cette dernière, exprimée en points de pourcentage, entre les recensements de 2011 et 2021[ξ],[ο] ;
6. parmi les habitants de plus de 3 ans, la population « pouvant parler et lire le gallois mais ne pouvant pas l’écrire » (can speak and read but cannot write Welsh) :
  1. la valeur numérique[ξ],
  2. la part de celle-ci dans l’ensemble[ξ],
  3. l’évolution de cette dernière, exprimée en points de pourcentage, entre les recensements de 2011 et 2021[ξ],[ο] ;
7. parmi les habitants de plus de 3 ans, la population « pouvant lire le gallois mais ne pouvant ni le parler ni l’écrire  » (can read but cannot speak or write Welsh) :
  1. la valeur numérique[ξ],
  2. la part de celle-ci dans l’ensemble[ξ] ;
8. parmi les habitants de plus de 3 ans, la population « pouvant écrire le gallois mais ne pouvant ni le parler ni le lire  » (can write but cannot speak or read Welsh) :
  1. la valeur numérique[ξ],
  2. la part de celle-ci dans l’ensemble[ξ] ;
9. parmi les habitants de plus de 3 ans, la population « pouvant lire et écrire le gallois mais ne pouvant pas le parler » (can read and write but cannot speak Welsh) :
  1. la valeur numérique[ξ],
  2. la part de celle-ci dans l’ensemble[ξ] ;
10. parmi les habitants de plus de 3 ans, la population « pouvant parler et admettant une autre combinaison de compétences en gallois » (can speak and other combinations of skills in Welsh) :
  1. la valeur numérique[ξ],
  2. la part de celle-ci dans l’ensemble[ξ] ;
11. parmi les habitants de plus de 3 ans, la population « n’ayant aucune compétence en gallois » (no skills in Welsh)[ξ] :
  1. la valeur numérique,
  2. la part de celle-ci dans l’ensemble,
  3. l’évolution de cette dernière, exprimée en points de pourcentage, entre les recensements de 2011 et 2021[ξ],[ο].

| Nom de la zone principale | Nom de la zone principale | Population | Combinaisons de compétences | Combinaisons de compétences | Combinaisons de compétences | Combinaisons de compétences           | Combinaisons de compétences           | Combinaisons de compétences           | Combinaisons de compétences               | Combinaisons de compétences               | Combinaisons de compétences               | Combinaisons de compétences               | Combinaisons de compétences               | Combinaisons de compétences               | Combinaisons de compétences               | Combinaisons de compétences               | Combinaisons de compétences               | Combinaisons de compétences               | Combinaisons de compétences               | Combinaisons de compétences               | Combinaisons de compétences                 | Combinaisons de compétences                 | Aucune compétence | Aucune compétence | Aucune compétence |
| Nom de la zone principale | Nom de la zone principale | Population | Unique compréhension orale  | Unique compréhension orale  | Unique compréhension orale  | Expression orale, lecture et écriture | Expression orale, lecture et écriture | Expression orale, lecture et écriture | Expression orale sans lecture ni écriture | Expression orale sans lecture ni écriture | Expression orale sans lecture ni écriture | Expression orale et lecture sans écriture | Expression orale et lecture sans écriture | Expression orale et lecture sans écriture | Lecture sans expression orale ni écriture | Lecture sans expression orale ni écriture | Écriture sans expression orale ni lecture | Écriture sans expression orale ni lecture | Lecture et écriture sans expression orale | Lecture et écriture sans expression orale | Lecture et autre combinaison de compétences | Lecture et autre combinaison de compétences | Aucune compétence | Aucune compétence | Aucune compétence |
| Anglais                   | Gallois                   | Population | Valeur                      | %                           | ±                           | Valeur                                | %                                     | ±                                     | Valeur                                    | %                                         | ±                                         | Valeur                                    | %                                         | ±                                         | Valeur                                    | %                                         | Valeur                                    | %                                         | Valeur                                    | %                                         | Valeur                                      | %                                           | Valeur            | %                 | ±                 |
| ------------------------- | ------------------------- | ---------- | --------------------------- | --------------------------- | --------------------------- | ------------------------------------- | ------------------------------------- | ------------------------------------- | ----------------------------------------- | ----------------------------------------- | ----------------------------------------- | ----------------------------------------- | ----------------------------------------- | ----------------------------------------- | ----------------------------------------- | ----------------------------------------- | ----------------------------------------- | ----------------------------------------- | ----------------------------------------- | ----------------------------------------- | ------------------------------------------- | ------------------------------------------- | ----------------- | ----------------- | ----------------- |
| Blaenau Gwent             | Blaenau Gwent             | 64 796     | 1 508                       | 2,33                        | 0,12                        | 3 048                                 | 4,70                                  | 0,83                                  | 602                                       | 0,93                                      | 0,57                                      | 289                                       | 0,45                                      | 0,11                                      | 439                                       | 0,68                                      | 92                                        | 0,14                                      | 278                                       | 0,43                                      | 96                                          | 0,15                                        | 58 444            | 90,20             | 1,7               |
| Bridgend                  | Pen-y-bont ar Ogwr        | 141 293    | 5 500                       | 3,89                        | 0,21                        | 10 177                                | 7,20                                  | 0,05                                  | 1 713                                     | 1,21                                      | 0,27                                      | 982                                       | 0,70                                      | 0,18                                      | 2 491                                     | 1,76                                      | 189                                       | 0,13                                      | 853                                       | 0,60                                      | 165                                         | 0,12                                        | 119 223           | 84,40             | 1,73              |
| Caerphilly                | Caerffili                 | 170 687    | 5 266                       | 3,09                        | 0,13                        | 14 502                                | 8,50                                  | 0,05                                  | 2 061                                     | 1,21                                      | 0,49                                      | 1 003                                     | 0,59                                      | 0,3                                       | 1 890                                     | 1,11                                      | 223                                       | 0,13                                      | 750                                       | 0,44                                      | 271                                         | 0,16                                        | 144 721           | 84,80             | 0,93              |
| Cardiff                   | Caerdydd                  | 351 240    | 11 157                      | 3,18                        | 0,1                         | 35 578                                | 10,13                                 | 1,42                                  | 4 418                                     | 1,26                                      | 0,18                                      | 2 326                                     | 0,66                                      | 0,13                                      | 4 919                                     | 1,40                                      | 466                                       | 0,13                                      | 2 087                                     | 0,59                                      | 435                                         | 0,12                                        | 289 854           | 82,50             | 1,34              |
| Carmarthenshire           | Sir Gaerfyrddin           | 182 718    | 19 995                      | 10,94                       | 0,72                        | 56 493                                | 30,92                                 | 1,91                                  | 10 578                                    | 5,79                                      | 0,92                                      | 5 031                                     | 2,75                                      | 1,44                                      | 2 942                                     | 1,61                                      | 378                                       | 0,21                                      | 1 279                                     | 0,70                                      | 735                                         | 0,40                                        | 85 287            | 46,70             | 4,84              |
| Ceredigion                | Sir Ceredigion            | 69 911     | 5 948                       | 8,51                        | 0,36                        | 26 104                                | 38,77                                 | 1,43                                  | 3 410                                     | 4,88                                      | 0,04                                      | 1 813                                     | 2,59                                      | 0,84                                      | 1 128                                     | 1,61                                      | 158                                       | 0,23                                      | 524                                       | 0,75                                      | 351                                         | 0,50                                        | 30 475            | 43,60             | 1,23              |
| Conwy                     | Conwy                     | 111 805    | 10 707                      | 9,58                        | 0,04                        | 22 605                                | 20,22                                 | 0,42                                  | 4 022                                     | 3,60                                      | 0,52                                      | 2 058                                     | 1,84                                      | 0,58                                      | 1 849                                     | 1,65                                      | 248                                       | 0,22                                      | 842                                       | 0,75                                      | 315                                         | 0,28                                        | 69 159            | 61,90             | 1,29              |
| Denbighshire              | Sir Ddinbych              | 93 061     | 7 429                       | 7,98                        | 0,48                        | 16 459                                | 17,69                                 | 0,91                                  | 2 836                                     | 3,05                                      | 0,54                                      | 1 417                                     | 1,52                                      | 0,65                                      | 1 416                                     | 1,52                                      | 181                                       | 0,19                                      | 568                                       | 0,61                                      | 233                                         | 0,25                                        | 62 522            | 67,20             | 2,64              |
| Flintshire                | Sir y Fflint              | 150 560    | 7 495                       | 4,98                        | 0,13                        | 12 920                                | 8,58                                  | 0,71                                  | 2 873                                     | 1,91                                      | 0,54                                      | 1 350                                     | 0,90                                      | 0,3                                       | 2 112                                     | 1,40                                      | 278                                       | 0,18                                      | 834                                       | 0,55                                      | 283                                         | 0,19                                        | 122 415           | 81,30             | 1,86              |
| Gwynedd                   | Gwynedd                   | 114 308    | 8 166                       | 7,14                        | 0,24                        | 63 256                                | 55,34                                 | 0,63                                  | 6 142                                     | 5,37                                      | 0,44                                      | 3 170                                     | 2,77                                      | 0,58                                      | 1 213                                     | 1,06                                      | 387                                       | 0,34                                      | 1 004                                     | 0,88                                      | 993                                         | 0,87                                        | 29 977            | 26,20             | 0,27              |
| Isle of Anglesey          | Sir Ynys Fôn              | 67 083     | 7 468                       | 11,13                       | 0,43                        | 30 316                                | 45,19                                 | 0,44                                  | 4 414                                     | 6,58                                      | 0,43                                      | 2 221                                     | 3,31                                      | 1                                         | 883                                       | 1,32                                      | 157                                       | 0,23                                      | 544                                       | 0,81                                      | 459                                         | 0,68                                        | 20 621            | 30,70             | 0,25              |
| Merthyr Tydfil            | Merthyr Tudful            | 56 958     | 2 074                       | 3,64                        | 0,1                         | 4 052                                 | 7,11                                  | 0,56                                  | 672                                       | 1,18                                      | 0,29                                      | 296                                       | 0,52                                      | 0,21                                      | 847                                       | 1,49                                      | 76                                        | 0,13                                      | 267                                       | 0,47                                      | 59                                          | 0,10                                        | 48 615            | 84,40             | 0,46              |
| Monmouthshire             | Sir Fynwy                 | 90 685     | 2 273                       | 2,51                        | 0,04                        | 6 133                                 | 6,76                                  | 0,43                                  | 1 111                                     | 1,23                                      | 0,53                                      | 478                                       | 0,53                                      | 0,19                                      | 869                                       | 0,96                                      | 117                                       | 0,13                                      | 435                                       | 0,48                                      | 129                                         | 0,14                                        | 79 140            | 87,30             | 1,31              |
| Neath Port Talbot         | Castell-nedd Port Talbot  | 138 320    | 8 032                       | 5,81                        | 0,57                        | 14 095                                | 10,19                                 | 0,63                                  | 2 993                                     | 2,16                                      | 0,56                                      | 1 388                                     | 1,00                                      | 0,62                                      | 2 311                                     | 1,67                                      | 168                                       | 0,12                                      | 789                                       | 0,57                                      | 186                                         | 0,13                                        | 108 358           | 78,30             | 3,11              |
| Newport                   | Casnewydd                 | 153 880    | 3 827                       | 2,49                        | 0,24                        | 8 717                                 | 5,66                                  | 0,89                                  | 1 812                                     | 1,18                                      | 0,56                                      | 826                                       | 0,54                                      | 0,19                                      | 1 202                                     | 0,78                                      | 218                                       | 0,14                                      | 764                                       | 0,50                                      | 239                                         | 0,16                                        | 136 275           | 88,60             | 1,69              |
| Pembrokeshire             | Sir Benfro                | 120 208    | 7 359                       | 6,12                        | 0,01                        | 15 617                                | 12,99                                 | 0,92                                  | 3 216                                     | 2,68                                      | 0,51                                      | 1 530                                     | 1,27                                      | 0,68                                      | 1 541                                     | 1,28                                      | 159                                       | 0,13                                      | 622                                       | 0,52                                      | 263                                         | 0,22                                        | 89 901            | 74,80             | 2,25              |
| Powys                     | Powys                     | 129 901    | 8 318                       | 6,40                        | 0,27                        | 16 256                                | 12,51                                 | 1,22                                  | 3 316                                     | 2,55                                      | 0,5                                       | 1 521                                     | 1,17                                      | 0,4                                       | 2 044                                     | 1,57                                      | 209                                       | 0,16                                      | 794                                       | 0,61                                      | 264                                         | 0,20                                        | 97 179            | 74,80             | 2,84              |
| Rhondda Cynon Taf         | Rhondda Cynon Taf         | 230 316    | 9 261                       | 4,02                        | 0,13                        | 23 345                                | 10,14                                 | 0,49                                  | 3 229                                     | 1,40                                      | 0,24                                      | 1 695                                     | 0,74                                      | 0,16                                      | 3 748                                     | 1,63                                      | 385                                       | 0,17                                      | 1 229                                     | 0,53                                      | 287                                         | 0,12                                        | 187 137           | 81,30             | 0,95              |
| Swansea                   | Abertawe                  | 231 892    | 11 345                      | 4,89                        | 0,6                         | 19 951                                | 8,60                                  | 0,54                                  | 3 716                                     | 1,60                                      | 0,42                                      | 2 008                                     | 0,87                                      | 0,3                                       | 3 556                                     | 1,53                                      | 317                                       | 0,14                                      | 1 288                                     | 0,56                                      | 311                                         | 0,13                                        | 189 400           | 81,70             | 1,02              |
| Torfaen                   | Tor-faen                  | 89 379     | 2 007                       | 2,25                        | 0,01                        | 5 783                                 | 6,47                                  | 0,64                                  | 974                                       | 1,09                                      | 0,72                                      | 491                                       | 0,55                                      | 0,11                                      | 656                                       | 0,73                                      | 135                                       | 0,15                                      | 399                                       | 0,45                                      | 117                                         | 0,13                                        | 78 817            | 88,20             | 1,69              |
| The Vale of Glamorgan     | Bro Morgannwg             | 122 080    | 4 488                       | 3,50                        | 0,15                        | 11 946                                | 9,33                                  | 1,12                                  | 1 753                                     | 1,37                                      | 0,24                                      | 877                                       | 0,68                                      | 0,19                                      | 1 615                                     | 1,26                                      | 137                                       | 0,11                                      | 560                                       | 0,44                                      | 159                                         | 0,12                                        | 106 545           | 83,20             | 0,52              |
| Wrexham                   | Wrecsam                   | 131 088    | 7 140                       | 5,45                        | 0,43                        | 11 957                                | 9,12                                  | 0,05                                  | 2 526                                     | 1,93                                      | 0,39                                      | 1 200                                     | 0,92                                      | 0,32                                      | 1 898                                     | 1,45                                      | 292                                       | 0,22                                      | 852                                       | 0,65                                      | 270                                         | 0,21                                        | 104 953           | 80,10             | 1,38              |
|                           |                           |            |                             |                             |                             |                                       |                                       |                                       |                                           |                                           |                                           |                                           |                                           |                                           |                                           |                                           |                                           |                                           |                                           |                                           |                                             |                                             |                   |                   |                   |
| 3 018 172                 | 156 762                   | 5,09       | 0,25                        | 429 313                     | 14,22                       | 0,35                                  | 68 391                                | 2,27                                  | 0,45                                      | 33 971                                    | 1,13                                      | 0,41                                      | 41 567                                    | 1,38                                      | 4 970                                     | 0,16                                      | 17 560                                    | 0,58                                      | 6 621                                     | 0,22                                      | 2 259 017                                   | 74,85                                       | 1,5               |                   |                   |

Représentation cartographique de la part de la population de plus de 3 ans ayant ou non des compétences en gallois (recensement de 2021)
Unique compréhension du gallois parlé   - Moins de 2,5 % (3 entités)
Expression orale, lecture et écriture du gallois Moins de 10 % (11 entités) De 10 à 20 % (6 entités) De 20 à 30 % (une entité) De 30 à 40 % (2 entités) Plus de 40 % (2 entités)
Expression orale du gallois sans lecture ni écriture Moins de 1 % (une entité) De 1 à 2 % (12 entités) De 2 à 3 % (3 entités) De 3 à 4 % (2 entités) Plus de 4 % (4 entités)
Expression orale et lecture du gallois sans écriture Moins de 0,5 % (une entité) De 0,5 à 1 % (12 entités) De 1 à 1,5 % (3 entités) De 1,5 à 2 % (2 entités) Plus de 2 % (4 entités)
Écriture du gallois sans expression orale ni lecture Moins de 0,15 % (11 entités) De 0,15 à 0,20 % (5 entités) De 0,20 à 0,25 % (5 entités) De 0,25 à 0,30 % (aucune) Plus de 0,30 % (une entité)
Lecture du gallois sans expression orale ni écriture Moins de 0,75 % (2 entités) De 0,75 à 1 % (2 entités) De 1 à 1,25 % (2 entités) De 1,25 à 1,5 % (7 entités) Plus de 1,5 % (9 entités)
Lecture et écriture du gallois sans expression orale Moins de 0,50 % (6 entités) De 0,50 à 0,60 % (7 entités) De 0,60 à 0,70 % (4 entités) De 0,70 à 0,80 % (3 entités) Plus de 0,80 % (2 entités)
Aucune compétence en gallois Moins de 40 % (2 entités) De 40 à 55 % (2 entités) De 55 à 70 % (2 entités) De 70 à 85 % (10 entités) Plus de 85 % (4 entités)
  - De 2,5 à 5 % (9 entités)
  - De 5 à 7,5 % (5 entités)
  - De 7,5 à 10 % (3 entités)
  - Plus de 10 % (2 entités)
- Expression orale, lecture et écriture du gallois   - Moins de 10 % (11 entités)
  - De 10 à 20 % (6 entités)
  - De 20 à 30 % (une entité)
  - De 30 à 40 % (2 entités)
  - Plus de 40 % (2 entités)
- Expression orale du gallois sans lecture ni écriture   - Moins de 1 % (une entité)
  - De 1 à 2 % (12 entités)
  - De 2 à 3 % (3 entités)
  - De 3 à 4 % (2 entités)
  - Plus de 4 % (4 entités)
- Expression orale et lecture du gallois sans écriture   - Moins de 0,5 % (une entité)
  - De 0,5 à 1 % (12 entités)
  - De 1 à 1,5 % (3 entités)
  - De 1,5 à 2 % (2 entités)
  - Plus de 2 % (4 entités)
- Écriture du gallois sans expression orale ni lecture   - Moins de 0,15 % (11 entités)
  - De 0,15 à 0,20 % (5 entités)
  - De 0,20 à 0,25 % (5 entités)
  - De 0,25 à 0,30 % (aucune)
  - Plus de 0,30 % (une entité)
- Lecture du gallois sans expression orale ni écriture   - Moins de 0,75 % (2 entités)
  - De 0,75 à 1 % (2 entités)
  - De 1 à 1,25 % (2 entités)
  - De 1,25 à 1,5 % (7 entités)
  - Plus de 1,5 % (9 entités)
- Lecture et écriture du gallois sans expression orale   - Moins de 0,50 % (6 entités)
  - De 0,50 à 0,60 % (7 entités)
  - De 0,60 à 0,70 % (4 entités)
  - De 0,70 à 0,80 % (3 entités)
  - Plus de 0,80 % (2 entités)
- Aucune compétence en gallois   - Moins de 40 % (2 entités)
  - De 40 à 55 % (2 entités)
  - De 55 à 70 % (2 entités)
  - De 70 à 85 % (10 entités)
  - Plus de 85 % (4 entités)

Représentation cartographique de l’évolution de la part de la population ayant ou non des compétences en gallois entre le recensement de 2011 et celui de 2021
Évolution de la part de la population pouvant seulement comprendre le gallois parlé par zone principale entre les recensements de 2011 et 2021   - Baisse inférieure à 0,5 point (3 entités) - Baisse comprise entre 0,5 et 0,25 points (3 entités) - Baisse supérieure à 0,25 point et hausse inférieure à 0,25 point (14 entités) - Hausse comprise entre 0,25 et 0,5 points (2 entités)
Évolution de la part de la population pouvant pouvant parler, lire et écrire le gallois par zone principale entre les recensements de 2011 et 2021   - Baisse inférieure à 1 point (3 entités)
Évolution de la part de la population pouvant pouvant parler le gallois, mais ne pouvant pas le lire et ni l’écrire par zone principale entre les recensements de 2011 et 2021 Baisse inférieure à 0,5 point (11 entités) Baisse comprise entre 0,25 et 0,5 points (7 entités) Baisse supérieure à 0,25 point (4 entités)
Évolution de la part de la population pouvant pouvant parler et lire le gallois, mais ne pouvant pas l’écrire par zone principale entre les recensements de 2011 et 2021 Baisse inférieure à 0,75 point (3 entités) Baisse comprise entre 0,25 et 0,75 points (14 entités) Baisse supérieure à 0,25 point (5 entités)
Évolution de la part de la population n’ayant aucune compétence en gallois par zone principale entre les recensements de 2011 et 2021 Baisse comprise entre 0,25 et 2 points (3 entités) Hausse comprise entre 0,25 et 2 points (14 entités) Hausse supérieure à 2 points (5 entités)
  - Baisse comprise entre 0,5 et 1 points (8 entités)
  - Baisse supérieure à 0,5 point et hausse inférieure à 0,5 point (7 entités)
  - Hausse comprise entre 0,5 et 1 points (2 entités)
  - Hausse supérieure à 1 point (2 entités)
- Évolution de la part de la population pouvant pouvant parler le gallois, mais ne pouvant pas le lire et ni l’écrire par zone principale entre les recensements de 2011 et 2021   - Baisse inférieure à 0,5 point (11 entités)
  - Baisse comprise entre 0,25 et 0,5 points (7 entités)
  - Baisse supérieure à 0,25 point (4 entités)
- Évolution de la part de la population pouvant pouvant parler et lire le gallois, mais ne pouvant pas l’écrire par zone principale entre les recensements de 2011 et 2021   - Baisse inférieure à 0,75 point (3 entités)
  - Baisse comprise entre 0,25 et 0,75 points (14 entités)
  - Baisse supérieure à 0,25 point (5 entités)
- Évolution de la part de la population n’ayant aucune compétence en gallois par zone principale entre les recensements de 2011 et 2021   - Baisse comprise entre 0,25 et 2 points (3 entités)
  - Hausse comprise entre 0,25 et 2 points (14 entités)
  - Hausse supérieure à 2 points (5 entités)

### Groupe ethnique
Le tableau du rattachement ethnique dans les zones principales donne pour chacune d’elles :
1. la ou les dénominations officielles de la zone principale[β],[γ] ;
2. sa population (all usual residents), d’après le recensement de 2011 de l’Office for National Statistics[π] ;
3. parmi sa population, la population se considérant associée à l’ethnicité blanche[π] ;
4. parmi sa population, la population se considérant associée à plusieurs ethnicités[π] ;
5. parmi sa population, la population se considérant associée aux ethnicités asiatique et asiatique britannique[π] ;
6. parmi sa population, la population se considérant associée aux ethnicités noire, africaine, caribéenne ou noire britannique[π] ;
7. parmi sa population, la population se considérant associée à une autre ethnicité[π].

| Nom de la zone principale | Nom de la zone principale | Population | Blanche | Blanche | Métisse et mixte | Métisse et mixte | Asiatique et asiatique britannique | Asiatique et asiatique britannique | Noire, africaine, caribéenne et noire britannique | Noire, africaine, caribéenne et noire britannique | Autre ethnicité | Autre ethnicité |
| Anglais                   | Gallois                   | Population | Nombre  | %       | Nombre           | %                | Nombre                             | %                                  | Nombre                                            | %                                                 | Nombre          | %               |
| ------------------------- | ------------------------- | ---------- | ------- | ------- | ---------------- | ---------------- | ---------------------------------- | ---------------------------------- | ------------------------------------------------- | ------------------------------------------------- | --------------- | --------------- |
| Blaenau Gwent             | Blaenau Gwent             | 69 814     | 68 750  | 98,48   | 394              | 0,56             | 485                                | 0,69                               | 95                                                | 0,14                                              | 90              | 0,13            |
| Bridgend                  | Pen-y-bont ar Ogwr        | 139 178    | 136 090 | 97,78   | 998              | 0,72             | 1 549                              | 1,11                               | 315                                               | 0,23                                              | 226             | 0,16            |
| Caerphilly                | Caerffili                 | 178 806    | 175 845 | 98,34   | 1 174            | 0,66             | 1 346                              | 0,75                               | 242                                               | 0,14                                              | 199             | 0,11            |
| Cardiff                   | Caerdydd                  | 346 090    | 293 114 | 84,69   | 10 031           | 2,90             | 27 885                             | 8,06                               | 8 201                                             | 2,37                                              | 6 859           | 1,98            |
| Carmarthenshire           | Sir Gaerfyrddin           | 183 777    | 180 323 | 98,12   | 1 033            | 0,56             | 1 837                              | 1,00                               | 279                                               | 0,15                                              | 305             | 0,17            |
| Ceredigion                | Sir Ceredigion            | 75 922     | 73 443  | 96,73   | 736              | 0,97             | 1 099                              | 1,45                               | 266                                               | 0,35                                              | 378             | 0,50            |
| Conwy                     | Conwy                     | 115 228    | 112 549 | 97,68   | 894              | 0,78             | 1 252                              | 1,09                               | 199                                               | 0,17                                              | 334             | 0,29            |
| Denbighshire              | Sir Ddinbych              | 97 734     | 91 254  | 97,35   | 751              | 0,80             | 1 430                              | 1,53                               | 161                                               | 0,17                                              | 138             | 0,15            |
| Flintshire                | Sir y Fflint              | 152 506    | 150 161 | 98,46   | 851              | 0,56             | 1 201                              | 0,79                               | 142                                               | 0,09                                              | 151             | 0,10            |
| Gwynedd                   | Gwynedd                   | 121 874    | 117 573 | 96,47   | 964              | 0,79             | 2 170                              | 1,78                               | 289                                               | 0,24                                              | 878             | 0,72            |
| Isle of Anglesey          | Sir Ynys Fôn              | 69 751     | 68 520  | 98,24   | 480              | 0,69             | 491                                | 0,70                               | 81                                                | 0,12                                              | 179             | 0,26            |
| Merthyr Tydfil            | Merthyr Tudful            | 58 802     | 57 391  | 97,60   | 462              | 0,79             | 696                                | 1,18                               | 143                                               | 0,24                                              | 110             | 0,19            |
| Monmouthshire             | Sir Fynwy                 | 91 323     | 89 526  | 98,03   | 624              | 0,68             | 900                                | 0,99                               | 144                                               | 0,16                                              | 129             | 0,14            |
| Neath Port Talbot         | Castell-nedd Port Talbot  | 139 812    | 137 087 | 98,05   | 910              | 0,65             | 1 369                              | 0,98                               | 299                                               | 0,21                                              | 147             | 0,11            |
| Newport                   | Casnewydd                 | 145 736    | 131 025 | 89,91   | 2 752            | 1,89             | 7 986                              | 5,48                               | 2 535                                             | 1,74                                              | 1 438           | 0,99            |
| Pembrokeshire             | Sir Benfro                | 122 439    | 120 121 | 98,11   | 733              | 0,60             | 1 192                              | 0,97                               | 179                                               | 0,15                                              | 214             | 0,17            |
| Powys                     | Powys                     | 132 976    | 130 827 | 98,38   | 760              | 0,57             | 1 142                              | 0,86                               | 132                                               | 0,10                                              | 115             | 0,09            |
| Rhondda Cynon Taf         | Rhondda Cynon Taf         | 234 410    | 228 241 | 97,37   | 1 506            | 0,64             | 3 030                              | 1,29                               | 1 308                                             | 0,56                                              | 325             | 0,14            |
| Swansea                   | Abertawe                  | 239 023    | 224 697 | 94,01   | 2 160            | 0,90             | 7 803                              | 3,26                               | 1 983                                             | 0,83                                              | 2 380           | 1,00            |
| Torfaen                   | Tor-faen                  | 91 075     | 89 231  | 97,98   | 603              | 0,66             | 977                                | 1,07                               | 169                                               | 0,19                                              | 95              | 0,10            |
| The Vale of Glamorgan     | Bro Morgannwg             | 126 336    | 121 838 | 96,44   | 1 695            | 1,34             | 1 967                              | 1,56                               | 489                                               | 0,39                                              | 347             | 0,27            |
| Wrexham                   | Wrecsam                   | 134 844    | 130 647 | 96,89   | 1 010            | 0,75             | 2 321                              | 1,72                               | 625                                               | 0,46                                              | 241             | 0,18            |

### Identité nationale
Le tableau du sentiment national dans les zones principales donne pour chacune d’elles :
1. la ou les dénominations officielles de la zone principale[β],[γ] ;
2. sa population (all usual residents), d’après le recensement de 2011 de l’Office for National Statistics[ρ] ;
3. parmi sa population, la population admettant une identité nationale unique (anglaise, britannique ou galloise)[ρ] ;
4. parmi sa population, la population admettant plusieurs identités nationales (gallo-britannique ou galloise associée à une ou d’autres identités)[ρ].

| Nom de la zone principale | Nom de la zone principale | Population | Identité unique | Identité unique | Identité unique | Identité unique | Identité unique | Identité unique | Identité multiple       | Identité multiple       | Identité multiple | Identité multiple |
| Nom de la zone principale | Nom de la zone principale | Population | Anglaise        | Anglaise        | Britannique     | Britannique     | Galloise        | Galloise        | Britannique et galloise | Britannique et galloise | Galloise et autre | Galloise et autre |
| Anglais                   | Gallois                   | Population | Nombre          | %               | Nombre          | %               | Nombre          | %               | Nombre                  | %                       | Nombre            | %                 |
| ------------------------- | ------------------------- | ---------- | --------------- | --------------- | --------------- | --------------- | --------------- | --------------- | ----------------------- | ----------------------- | ----------------- | ----------------- |
| Blaenau Gwent             | Blaenau Gwent             | 69 814     | 3 167           | 4,54            | 8 225           | 11,78           | 50 575          | 72,44           | 5 710                   | 8,18                    | 583               | 0,84              |
| Bridgend                  | Pen-y-bont ar Ogwr        | 139 178    | 8 806           | 6,33            | 18 666          | 13,41           | 93 640          | 67,28           | 11 807                  | 8,48                    | 1 127             | 0,81              |
| Caerphilly                | Caerffili                 | 178 806    | 7 771           | 4,35            | 22 933          | 12,83           | 127 292         | 71,19           | 15 291                  | 8,55                    | 1 432             | 0,80              |
| Cardiff                   | Caerdydd                  | 346 090    | 26 023          | 7,52            | 73 001          | 21,09           | 174 391         | 50,39           | 28 360                  | 8,19                    | 4 171             | 1,21              |
| Carmarthenshire           | Sir Gaerfyrddin           | 183 777    | 18 595          | 10,12           | 23 258          | 12,66           | 119 167         | 64,84           | 11 292                  | 6,14                    | 2 712             | 1,48              |
| Ceredigion                | Sir Ceredigion            | 75 922     | 13 938          | 18,36           | 15 095          | 19,88           | 35 412          | 46,64           | 3 366                   | 4,43                    | 1 471             | 1,94              |
| Conwy                     | Conwy                     | 115 228    | 27 902          | 24,21           | 25 056          | 21,74           | 47 930          | 41,60           | 5 009                   | 4,35                    | 1 903             | 1,65              |
| Denbighshire              | Sir Ddinbych              | 97 734     | 21 535          | 22,97           | 18 709          | 19,96           | 41 372          | 44,14           | 4 722                   | 5,04                    | 1 660             | 1,77              |
| Flintshire                | Sir y Fflint              | 152 506    | 40 696          | 26,68           | 35 404          | 23,21           | 54 757          | 35,90           | 8 081                   | 5,30                    | 2 291             | 1,50              |
| Gwynedd                   | Gwynedd                   | 121 874    | 17 561          | 14,41           | 17 358          | 14,24           | 71 931          | 59,02           | 4 874                   | 4,00                    | 2 503             | 2,05              |
| Isle of Anglesey          | Sir Ynys Fôn              | 69 751     | 11 189          | 16,04           | 12 240          | 17,55           | 38 184          | 54,74           | 3 257                   | 4,67                    | 1 445             | 2,07              |
| Merthyr Tydfil            | Merthyr Tudful            | 58 802     | 2 128           | 3,62            | 5 706           | 9,70            | 43 055          | 73,22           | 4 823                   | 8,20                    | 442               | 0,75              |
| Monmouthshire             | Sir Fynwy                 | 91 323     | 16 383          | 17,94           | 21 440          | 23,48           | 40 210          | 44,03           | 6 326                   | 6,93                    | 1 123             | 1,23              |
| Neath Port Talbot         | Castell-nedd Port Talbot  | 139 812    | 7 392           | 5,29            | 15 677          | 11,21           | 100 383         | 71,80           | 11 521                  | 8,24                    | 1 284             | 0,92              |
| Newport                   | Casnewydd                 | 145 736    | 10 626          | 7,29            | 30 125          | 20,67           | 80 898          | 55,51           | 12 062                  | 8,28                    | 1 543             | 1,06              |
| Pembrokeshire             | Sir Benfro                | 122 439    | 17 564          | 14,35           | 22 834          | 18,65           | 65 779          | 53,72           | 7 856                   | 6,42                    | 1 734             | 1,42              |
| Powys                     | Powys                     | 132 976    | 29 874          | 22,47           | 27 987          | 21,05           | 57 630          | 43,34           | 6 859                   | 5,16                    | 2 302             | 1,73              |
| Rhondda Cynon Taf         | Rhondda Cynon Taf         | 234 410    | 9 849           | 4,20            | 24 468          | 10,44           | 171 816         | 73,30           | 19 090                  | 8,14                    | 1 811             | 0,77              |
| Swansea                   | Abertawe                  | 239 023    | 16 141          | 6,75            | 38 141          | 15,96           | 145 560         | 60,90           | 20 007                  | 8,37                    | 2 517             | 1,05              |
| Torfaen                   | Tor-faen                  | 91 075     | 5 882           | 6,46            | 13 859          | 15,22           | 60 289          | 66,20           | 7 544                   | 8,28                    | 836               | 0,92              |
| The Vale of Glamorgan     | Bro Morgannwg             | 126 336    | 11 079          | 8,77            | 25 446          | 20,14           | 71 312          | 56,45           | 10 834                  | 8,58                    | 1 207             | 0,96              |
| Wrexham                   | Wrecsam                   | 134 844    | 19 651          | 14,57           | 23 537          | 17,45           | 70 090          | 51,98           | 9 189                   | 6,81                    | 2 031             | 1,51              |

### Religion
Le tableau du statut de la religion dans les zones principales donne pour chacune d’elles :
1. la ou les dénominations officielles de la zone principale[β],[γ] ;
2. sa population (all usual residents), d’après le recensement de 2011 de l’Office for National Statistics[σ] ;
3. parmi sa population, la population admettant une religion[σ] ;
4. parmi sa population, la population n’admettant pas de religion[σ] ;
5. parmi sa population, la population n’ayant rien déclaré vis-à-vis de la religion[σ].

| Nom de la zone principale | Nom de la zone principale | Population | Avec religion | Avec religion | Sans religion | Sans religion | Non déclarée | Non déclarée |
| Anglais                   | Gallois                   | Population | Nombre        | %             | Nombre        | %             | Nombre       | %            |
| ------------------------- | ------------------------- | ---------- | ------------- | ------------- | ------------- | ------------- | ------------ | ------------ |
| Blaenau Gwent             | Blaenau Gwent             | 69 814     | 35 468        | 50,80         | 28 676        | 41,07         | 5 670        | 8,12         |
| Bridgend                  | Pen-y-bont ar Ogwr        | 139 178    | 78 355        | 56,30         | 51 062        | 36,69         | 9 761        | 7,01         |
| Caerphilly                | Caerffili                 | 178 806    | 92 398        | 51,67         | 73 084        | 40,87         | 13 324       | 7,45         |
| Cardiff                   | Caerdydd                  | 346 090    | 211 350       | 61,07         | 109 960       | 31,77         | 24 780       | 7,16         |
| Carmarthenshire           | Sir Gaerfyrddin           | 183 777    | 116 082       | 63,16         | 53 036        | 28,86         | 14 659       | 7,98         |
| Ceredigion                | Sir Ceredigion            | 75 922     | 45 890        | 60,44         | 23 329        | 30,73         | 6 703        | 8,83         |
| Conwy                     | Conwy                     | 115 228    | 79 199        | 66,13         | 30 017        | 26,05         | 9 012        | 7,82         |
| Denbighshire              | Sir Ddinbych              | 97 734     | 61 416        | 65,52         | 25 132        | 26,81         | 7 186        | 7,67         |
| Flintshire                | Sir y Fflint              | 152 506    | 102 743       | 67,37         | 38 726        | 25,39         | 11 037       | 7,24         |
| Gwynedd                   | Gwynedd                   | 121 874    | 75 276        | 61,77         | 36 163        | 29,67         | 10 435       | 8,56         |
| Isle of Anglesey          | Sir Ynys Fôn              | 69 751     | 46 200        | 66,24         | 17 797        | 25,52         | 5 754        | 8,25         |
| Merthyr Tydfil            | Merthyr Tudful            | 58 802     | 33 626        | 57,19         | 21 048        | 35,79         | 4 128        | 7,02         |
| Monmouthshire             | Sir Fynwy                 | 91 323     | 58 274        | 63,81         | 26 018        | 28,49         | 7 031        | 7,70         |
| Neath Port Talbot         | Castell-nedd Port Talbot  | 139 812    | 82 360        | 58,91         | 47 265        | 33,81         | 10 187       | 7,29         |
| Newport                   | Casnewydd                 | 145 736    | 91 465        | 62,76         | 43 336        | 29,74         | 10 935       | 7,50         |
| Pembrokeshire             | Sir Benfro                | 122 439    | 78 973        | 64,50         | 33 442        | 27,31         | 10 024       | 8,19         |
| Powys                     | Powys                     | 132 976    | 121 508       | 51,84         | 95 549        | 40,76         | 17 353       | 7,40         |
| Rhondda Cynon Taf         | Rhondda Cynon Taf         | 234 410    | 121 508       | 51,84         | 95 549        | 40,76         | 17 353       | 7,40         |
| Swansea                   | Abertawe                  | 239 023    | 139 981       | 58,56         | 81 219        | 33,98         | 17 823       | 7,46         |
| Torfaen                   | Tor-faen                  | 91 075     | 51 561        | 56,61         | 32 605        | 35,80         | 6 909        | 7,59         |
| The Vale of Glamorgan     | Bro Morgannwg             | 126 336    | 75 487        | 59,75         | 41 556        | 32,89         | 9 293        | 7,36         |
| Wrexham                   | Wrecsam                   | 134 844    | 87 746        | 65,07         | 36 927        | 27,38         | 10 171       | 7,54         |